# Abdellah Guennoun
 (janvier 2023).
Si vous disposez d'ouvrages ou d'articles de référence ou si vous connaissez des sites web de qualité traitant du thème abordé ici, merci de compléter l'article en donnant les références utiles à sa vérifiabilité et en les liant à la section « Notes et références ».
Abdellah Guennoun, né le 16 septembre 1908 à Fès et mort le 9 juillet 1989 à Tanger, est un des plus grands érudits du XXe siècle au Maroc.

## Biographie
Abdellah Guennoun fut théologien, responsable politique, historien, écrivain, poète, militant nationaliste et associatif, fondateur d'écoles, d'instituts d'études et de bibliothèques, membre des plus hautes instances marocaines et toujours distant du pouvoir. Il apprit à lire et à écrire à l'âge de 6 ans. Il reçoit les principes de base des sciences (théologique, sociales et humaines) auprès des érudits de Tanger.
À l'indépendance du Maroc, il devint gouverneur de la ville de Tanger.

## Distinctions
- Membre de l'Académie du royaume du Maroc[1].